# Zakaz wstępu na imprezę masową
Zakaz wstępu na imprezę masową (pot. zakaz stadionowy) – środek karny orzekany wobec sprawców przestępstw i wykroczeń związanych z bezpieczeństwem imprez masowych łączony z czasowym ograniczeniem wolności polegającym na obowiązku stawiania się w czasie trwania sportowej imprezy masowej na posterunku lub w wyznaczonym przez właściwego komendanta policji miejscu.
Zakaz wstępu na imprezę masową regulowany jest ustawą o bezpieczeństwie imprez masowych oraz ustawą kodeks wykroczeń. Zakaz wstępu na imprezę masową orzeka sąd w przypadku niewłaściwego zachowania się uczestnika sportowej imprezy masowej. Sąd może zasądzić zakaz na okres od 2 do 6 lat, na wszystkie imprezy sportowe na terytorium kraju albo tylko na mecze z uczestnictwem drużyn, podczas których nastąpiło niewłaściwe zachowanie uczestnika.

## Zachowania karane zakazem
- niewykonywanie polecenia porządkowego, wydanego na podstawie ustawy, regulaminu obiektu (terenu) lub regulaminu imprezy masowej przez służby porządkowe lub służby informacyjne,
- niewykonywanie polecenia wydanego przez Policję lub Żandarmerię Wojskową, w miejscu i w czasie trwania imprezy masowej,
- przebywanie w czasie imprezy masowej w miejscu nieprzeznaczonym dla publiczności.
- wnoszenie lub posiadanie na imprezie masowej napojów alkoholowych.
- wnoszenie lub posiadanie na imprezie masowej broni, wyrobów pirotechnicznych, materiałów pożarowo niebezpiecznych lub innych niebezpiecznych przedmiotów lub materiałów wybuchowych,
- wdzieranie się na teren, na którym rozgrywane są zawody sportowe, albo wbrew żądaniu osoby uprawnionej nie opuszczenie takiego miejsca,
- rzucanie przedmiotu, mogącego stanowić zagrożenie dla życia, zdrowia lub bezpieczeństwa osób przebywających na terenie lub w obiekcie, gdzie odbywa się impreza masowa, albo w inny, równie niebezpieczny sposób zakłócanie przebiegu tej imprezy,
- naruszanie nietykalności cielesnej członka służby porządkowej lub służby informacyjnej,
- używanie elementu odzieży lub przedmiotu do zakrycia twarzy celem uniemożliwienia lub utrudnienia rozpoznania.

## Złamanie zakazu
Konsekwencje złamania zakazu stadionowego regulują art. 244 i 244a § 1 kodeksu karnego. Stanowią one, że:
- kto nie stosuje się do orzeczonego przez sąd zakazu zajmowania stanowiska, wykonywania zawodu, prowadzenia działalności, prowadzenia pojazdów, wstępu do ośrodków gier i uczestnictwa w grach hazardowych, wstępu na imprezę masową, przebywania w określonych środowiskach lub miejscach, nakazu okresowego opuszczenia lokalu zajmowanego wspólnie z pokrzywdzonym, zakazu kontaktowania się z określonymi osobami, zakazu zbliżania się do określonych osób lub zakazu opuszczania określonego miejsca pobytu bez zgody sądu albo nie wykonuje zarządzenia sądu o ogłoszeniu orzeczenia w sposób w nim przewidziany, podlega karze pozbawienia wolności od 3 miesięcy do lat 5 (art. 244);
- kto nie stosuje się do orzeczonego w związku z zakazem wstępu na imprezę masową obowiązku przebywania w miejscu stałego pobytu lub obowiązku stawiennictwa w jednostce organizacyjnej Policji lub w miejscu określonym przez właściwego, ze względu na miejsce zamieszkania osoby skazanej albo ukaranej, komendanta powiatowego, rejonowego lub miejskiego Policji, w czasie trwania imprezy masowej, podlega grzywnie, karze ograniczenia wolności albo pozbawienia wolności do lat 2 (art. 244a § 1).